# زیلدیاروو
زیلدیاروو (انگلیسی: Zildyarovo) یک شهرک در شهرستان میاکینسکی استان باشقیرستان کشور روسیه است.